# موسیقی نواحی کرمان
موسیقی نواحی کرمان یکی از انواع موسیقی نواحی ایرانی است.

## زمینه‌ها
استان کرمان در مرکز ایران قرار گرفته و تابه‌حال هیچ بیگانه‌ای به آن حمله نکرده و در نتیجه موسیقی این استان، بکر و دست‌نخورده باقی مانده‌است؛ از سوی دیگر، تقابل فرهنگ‌ها با هم به غنای موسیقی کرمان کمک کرده‌است؛ برای مثال موسیقی نقاطی از کرمان چون منوجان که با استان‌های سیستان و بلوچستان، فارس و هرمزگان همسایه می‌شود، تنوع و گستردگی بیشتری دارد. از سوی دیگر، کرمان پهناورترین استان ایران است و این گستردگی به تنوع موسیقی در این منطقه می‌انجامد تا آن‌جا که موسیقی شمال و جنوب این استان کاملاً متفاوت از یکدیگرند.

## گونه‌ها
لالایی‌ها، ترانه‌های کار، ترانه‌های شادمانی، مناظره‌ها، سوگ‌آواها، ترانه‌های عاشقانه، روایی و حماسی گونه‌های مختلف موسیقی نواحی در کرمان‌اند. برای مثال، هیچ ناحیه‌ای در کرمان وجود ندارد که در آن لالایی یا کارآوایی متناسب با جغرافیای آن منطقه یافت نشود؛ از سوی دیگر ترانه‌های حماسی در شاهنامه تنها به خواندن شاهنامهٔ فردوسی ختم نمی‌شود بلکه در کرمان خواندن شاهنامهٔ «خرم و زیبا» رواج و مقبولیت بیشتری دارد.
کرتی‌خوانی، آوازهای چوپانی، ملخ‌زنی و… در شمار ترانه‌های کار در استان کرمان‌اند و برخی از مراسم آیینی از جمله ترانه‌هایی که همزمان با جشن سده خوانده می‌شود یا طلب باران و کلیدزنی را هم می‌توان گونه‌ای کارآوا به‌شمار آورد.
موسیقی صوفیانه و قلندری، موسیقی مذهبی و زورخانه‌ای نیز در شمار انواع موسیقی کرمان‌اند. کرمان همواره مرکز توجه صوفیان و عارفان بوده و بی‌شک موسیقی صوفیانه در آن شکل گرفته و تکامل یافته‌است؛ از سوی دیگر وجود کباده‌ای ۴۰۰ ساله در زورخانهٔ عطایی کرمان از سابقهٔ این ورزش و موسیقی ویژه در کرمان سخن می‌گوید.
به گزارش ایسنا
کرمان در موسیقی پاپ و کلاسیک هم خیلی خوب کار می‌کند آقایان محمد خسروی دانش، سعید باستانی راد، امین شهابی نژاد، رضا بیجاری، مهدی قاسمی، مجتبی دلزنده و … از فعالان در این زمینه می‌باشند. در حوزه موسیقی ردیف دستگاهی نیز موسیقی کرمان جایگاه ویژه‌ای دارد که از فعالان این بخش می‌توان به پیروز ارجمند، شهرام ابوعامری، سورج یاسایی و مجید محیط اشاره کرد.

## سازها
در کرمان ۳۵ نوع ساز وجود دارد و موسیقی نواحی گرمسیری از نظر گویش افراد و نوع ملودی‌ها، شعرها و حتی سازها، با مناطق سردسیر تفاوت دارد و از این لحاظ موسیقی کرمانی منحصر به فرد است.
سازهای این منطقه را می‌توان به سازهای کوبه‌ای پوست‌دار و بدون پوست، سازهای بادی و سازهای زهی کمانی تقسیم کرد. همچنین سازهایی وجود دارند که در برخی از مناطق شکل بدوی خود را حفظ کرده‌اند که از این میان می‌توان به چوغرو، جوغ، جاریک، سوتاکو و … اشاره کرد. از این میان، سوتاکو اناری است که آن را خشک و دانه‌هایش را خارج می‌کنند و بر آن یک، چهار یا شش سوراخ می‌گذارند و در آن می‌دمند.

## پی‌نوشت
1. ↑  «۳۵ نوع ساز در…»،  میراث فرهنگی.
2. ↑  «۳۵ نوع ساز در…»،  میراث فرهنگی.
3. ↑  «۳۵ نوع ساز در…»،  میراث فرهنگی.
4. ↑  «۳۵ نوع ساز در…»،  میراث فرهنگی.
5. ↑  «۳۵ نوع ساز در…»،  میراث فرهنگی.
6. ↑  «۳۵ نوع ساز در…»،  میراث فرهنگی.
7. ↑  «۳۵ نوع ساز در…»،  میراث فرهنگی.